# Veliko vojvodstvo Finska
Veliko vojvodstvo Finska, uradno in tudi Velika kneževina Finska je bila država predhodnica moderne Finske. Obstajala je med letoma 1809 in 1917 kot avtonomna država, ki ji je vladal Ruski imperij.
Država, ki je nastala v 16. stoletju kot naslovno veliko vojvodstvo v lasti švedskega kralja, je postala avtonomna po priključitvi k Rusiji v finski vojni 1808–1809. Veliki knez Finske je bil ruski car Romanov, ki ga je zastopal generalni guverner. Zaradi vladne strukture Ruskega imperija in finske pobude se je avtonomija Velikega vojvodstva širila do konca 19. stoletja. Finski senat, ustanovljen leta 1809, je postal najpomembnejši vladni organ in predhodnik sodobne finske vlade, finskega vrhovnega sodišča in finskega vrhovnega upravnega sodišča.
Gospodarske, družbene in politične spremembe v Velikem vojvodstvu Finski so potekale vzporedno s spremembami v Ruskem imperiju in preostali Evropi. Gospodarstvo je v prvi polovici 19. stoletja raslo počasi. V času vladavine Aleksandra II. (1855–1881) je prišlo do pomembnega kulturnega, družbenega in intelektualnega napredka ter industrializacije gospodarstva. Napetosti so se povečale, potem ko je Sankt Peterburg leta 1898 sprejel politiko rusifikacije; nove okoliščine so povzročile zmanjšanje finske avtonomije in kulturnega izražanja. Nemiri v Rusiji in na Finskem med prvo svetovno vojno (1914–1918) in kasnejši propad Ruskega imperija leta 1917 so povzročili razglasitev neodvisnosti Finske in konec Velikega vojvodstva.

## Zgodovina
Razširjena jugozahodna Finska je postala titularno veliko vojvodstvo leta 1581, ko je švedski kralj Ivan III., ki je bil kot princ finski vojvoda (1556–1561/63), znatno razširil seznam pomožnih naslovov švedskih kraljev. Novi naziv veliki vojvoda Finske ni povzročil nobene finske avtonomije, saj je bila Finska sestavni del Kraljevine Švedske s polno parlamentarno zastopanostjo svojih okrajev. V naslednjih dveh stoletjih so naziv uporabljali nekateri Ivanovi nasledniki na prestolu, vendar ne vsi. Običajno je bil to le pomožni naslov kralja, ki se je uporabljal le ob zelo formalnih priložnostih. Toda leta 1802 je kralj Gustav IV. Adolf Švedski kot znak svoje odločenosti, da obdrži Finsko znotraj Švedske kljub povečanemu ruskemu pritisku, podelil naslov svojemu novorojenemu sinu, princu Karlu Gustavu, ki je umrl tri leta kasneje.
Med finsko vojno med Švedsko in Rusijo so se štirje stanovi okupirane Finske zbrali na parlamentu v Porvooju 29. marca 1809, da bi obljubili zvestobo ruskemu carju Aleksandru I., ki je v zameno zagotovil, da bodo zakoni in svoboščine tega območja ter veroizpovedi, ostali nespremenjeni. Po švedskem porazu v vojni in podpisu pogodbe v Fredrikshamnu 17. septembra 1809 je Finska postala pravo avtonomno veliko vojvodstvo v Ruskem imperiju; vendar običajno ravnotežje moči med monarhom in skupščino, ki temelji na obdavčitvi, ni bilo vzpostavljeno, saj se je cesar lahko zanesel na preostanek svojega ogromnega imperija. Dolgemu seznamu naslovov ruskega carja je bil dodan naslov veliki finski vojvoda.
Po vrnitvi na Finsko leta 1812 je na Finskem rojeni Gustaf Mauritz Armfelt postal svetovalec ruskega carja. Armfelt je bil ključnega pomena pri zagotavljanju velikega vojvodstva kot subjekta z relativno večjo avtonomijo znotraj ruskega imperija in pridobitvi tako imenovane Stare Finske, ki jo je Rusija priključila Švedski v pogodbi iz Nystada (1721) in pogodbe iz Åba (1743).

### Začetek velikega vojvodstva
Nastanek velikega vojvodstva izhaja iz Tilsitske pogodbe med ruskim carjem Aleksandrom I. in francoskim cesarjem Napoleonom I. Pogodba je posredovala pri miru med Rusijo in Francijo ter povezala obe državi pred preostalimi Napoleonovimi grožnjami: Združenim kraljestvom in Švedsko. Rusija je napadla Finsko februarja 1808, trdila je, da je poskušala uvesti vojaške sankcije proti Švedski, ne pa osvajalne vojne, in da se je Rusija odločila le začasno nadzorovati Finsko. Skupaj so bili Finci večinoma proti-ruski, finski gverilci in kmečki upori pa so bili velika ovira za Ruse, zaradi česar je Rusija morala uporabiti različne taktike za zadušitev oboroženega finskega upora. Tako je na začetku vojne general roda Voysk Friedrich Wilhelm von Buxhoeveden z dovoljenjem carja Finski vsilil prisego zvestobe, v kateri bo Rusija spoštovala finsko luteransko vero, finski parlament in finske stanove kot dokler bodo Finci ostali zvesti ruski carski kroni. Prisega je vsakogar, ki je nudil pomoč švedski ali finski vojski, imenovala tudi za upornika.
Finci so ugodili, zagrenjeni nad Švedsko, ki je zapustila državo zaradi svoje vojne proti Danski in Franciji, in brezvoljno sprejeli rusko osvajanje. Finski parlament naj bi se zdaj sestajal le, kadar je bilo to zahtevano in ni bil nikoli omenjen v manifestu, ki ga je objavilo ministrstvo za zunanje zadeve. Nadalje je Aleksander I. zahteval deputacijo štirih finskih stanov, saj je izrazil zaskrbljenost zaradi nadaljnjega finskega odpora. Deputacija je zavrnila ukrepanje brez zbora, s čimer se je Aleksander strinjal in obljubil, da bo parlament kmalu sklican. Do leta 1809 je bila osvojena vsa Finska in marca je bil sklican parlament. Finska je bila nato združena z Rusijo prek krone in Finska je lahko obdržala večino lastnih zakonov, kar ji je dalo avtonomijo.
Namesto da bi na novo pridobljenem ozemlju neposredno vladal carski generalni guverner, je bil na Finskem vzpostavljen nov upravni sistem, ki ga je delno zasnoval liberalec Mihail Speranski. Novo veliko vojvodstvo je vodil vladni svet, kasneje finski senat, telo, sestavljeno iz finskih državljanov. Vloga generalnega guvernerja je bila zato relativno zmanjšana. Poleg tega se je car ukvarjal z zadevami v zvezi s Finsko neposredno prek posebnega državnega sekretarja, brez vpletanja njegovega ruskega kabineta ali administracije. To je postavilo temelje za precejšnjo avtonomijo, ki jo je uživala Finska večji del obdobja ruske vladavine.

### Zgodnja leta
Zgodnja leta velikega vojvodstva je mogoče videti kot brez posebnih dogodkov. Leta 1812 je bilo območje stare Finske (od 1812 do 1945 znano kot provinca Viipuri) podarjeno Finski. Rusija je to ozemlje priključila Švedski v veliki severni vojni in rusko-švedski vojni (1741–1743). To presenetljivo dejanje carja je naletelo na jezo nekaterih delov ruske vlade in aristokracije, ki so se želeli bodisi vrniti na prejšnjo mejo bodisi priključiti skupnosti zahodno od Sankt Peterburga. Kljub negodovanju so meje ostale določene do leta 1940. Potezo lahko razumemo kot Aleksandrovo skrb za Finsko in njegove poskuse pomiritve Fincev, v poskusih pridobitve njihove zvestobe, ki bi izhajala iz pasivne pomiritve, v primerjavi z močno rusifikacijo pozneje v 19. stoletju. Poleg tega je Aleksander prestolnico iz Turkuja preselil v Helsinke, majhno utrjeno mesto, ki ga je varovala Suomenlinna. Tudi glavna finska univerza se je preselila v Helsinke, potem ko je v Turkuju izbruhnil požar, ki je uničil večino stavbe.
Kljub obljubam o finskem parlamentu se je ta sestal šele leta 1863 in številni novi zakoni, ki so šli skozi zakonodajno telo, so bili zakoni, ki bi zahtevali odobritev parlamenta, ko je bila pod švedsko oblastjo. Aleksander je šel še korak dlje, ko je zahteval Hišo plemstva (bodisi se nanaša na institucijo finskega plemstva bodisi na palačo plemiškega posestva), ki je bila organizirana leta 1818. Hiša je bila zasnovana za registracijo vseh plemiških družin na Finskem, tako da bi najvišje finsko plemstvo predstavljalo naslednjo finsko državo. (Finsko plemstvo je bilo od leta 1809 do 1906 prvi od štirih stanov kraljestva.) Kar se tiče Švedske, večina ni preveč razmišljala o osvojitvi Finske, saj je Švedska leta 1814 sama priključila Norveško Danski in vstopila v personalno unijo z narodom. O tem, ali je Aleksander namenoma prezrl obstoj parlamenta ali ne, je sporno, z opaznimi dejavniki, kot sta padec Napoleona in ustanovitev Svete alianse, novoodkriti verski misticizem ruske krone in negativne izkušnje s poljskim sejmom. Kljub temu se Aleksander I. ni več vdajal finskim zadevam in se je vrnil k vladanju Rusije.

### Aleksandrova smrt in asimilacija Finske: 1820–1850
Leta 1823 je bil grof Arsenij Zakrevski imenovan za generalnega guvernerja Finske in je hitro postal nepriljubljen tako med Finci kot med Švedi. Zakrevsky je ukinil odbor za finske zadeve in uspel pridobiti pravico, da finske zadeve predloži ruskemu carju, mimo finskega državnega sekretarja. Dve leti pozneje je Aleksander I. umrl (1. december [19. november] 1825). Zakrevski je izkoristil priložnost in od Finske zahteval prisego zvestobe, ki bi carja označevala kot absolutnega vladarja Finske – pri čemer je pričakoval, da bo car Konstantin, Aleksandrov naslednji najstarejši brat. Vendar pa je Nikolaj, mlajši brat Konstantina in Aleksandra, postal car kljub dekambrističnemu uporu proti njemu decembra 1825. Nikolaj je finskemu državnemu sekretarju Robertu Henriku Rehbinderju zagotovil, da bo on (Nikolaj) še naprej podpiral Aleksandrovo liberalno politiko glede Finske.
Leta 1830 je Evropa zaradi julijske revolucije v Franciji postala žarišče revolucije in reform. Poljska, druga ruska država stranka, je med novembrsko vstajo 1830–1831 doživela množično vstajo proti Sankt Peterburgu. Finska tega ni storila, saj si je Rusija že pridobila finsko zvestobo. Tako je Rusija nadaljevala svojo politiko spoštovanja finske avtonomije in tihe asimilacije Fincev v imperij. Zakrevsky je umrl leta 1831; Knjaz Aleksander Sergejevič Menšikov ga je nasledil kot generalni guverner Finske in nadaljeval finsko pomiritev. Pomiritev Fincev bi lahko razumeli kot prototip poznejše rusifikacije, ko so se izobraženi Finci množično preselili v Rusijo in iskali službe znotraj carske vlade, da bi se povzpeli v ruski imperialni družbi. Vse več se jih je učilo tudi ruščino, več Fincev se je želelo naučiti ruskega jezika, politike, kulture in se asimilirati v rusko družbo. Čeprav Nikolaj tega ni nameraval storiti, je njegov notranji urad, natančneje Nikolajev notranji minister Lev Perovski (na položaju: 1841–1852), zagovarjal ideje grofa Zakrevskega in v 1840-ih nadalje spodbujal ideje subtilne rusifikacije.
Vendar pa je Finska v 1930-ih doživela nacionalistično revolucijo, ki je temeljila na literaturi. To je pomenilo začetek gibanja Fennoman, nacionalističnega gibanja, ki je delovalo na Finskem do njene neodvisnosti. Leta 1831 je bilo ustanovljeno Finsko književno društvo, ki je nastalo na podlagi spoštovanja finskega jezika. Finščina ni bila zastopana kot jezik znanstvene elite, saj je bila večina tiskanih akademskih del, romanov in poezije napisanih v švedščini ali ruščini. Ko je posnemala nemški bralni bes, Lesewut in poznejšo švedsko manijo, je Finska do leta 1830 vstopila v bralno norijo. Ta modna muha je dosegla vrhunec leta 1835 z objavo Kalevale, finskega epa. Vpliv Kalevale na Finsko je bil ogromen in je okrepil finski nacionalizem in enotnost, čeprav je bil ep poezija ali zgodbe o finski folklori. Iskanje literature se je razširilo v 1840-ih in 1850-ih ter pritegnilo pozornost finske cerkve in ruske krone. Finski časopisi, kot je Maamiehen Ystävä (Kmečki prijatelj), so začeli izhajati v mestnih in podeželskih območjih Finske. Vendar pa so švedska akademska elita, cerkev in ruska vlada nasprotovale finskemu literarnemu gibanju. Edvard Bergenheim, nadškof Turkuja od 1850 do 1884, je pozval k dvojni cenzuri del, ki nasprotujejo cerkvi in del, ki se zdijo socialistična ali komunistična. Reakcionarna politika luteranske cerkve je prepričala prav tako reakcionarnega Nikolaja I. (vladal 1825–1855), da je (1850) prepovedal objavo vseh finskih del, ki niso bila verske ali ekonomske narave, saj bi taka dela veljala za revolucionarna in bi lahko spodbudila finsko večino k uporu proti cerkvi in kroni. Vendar pa je cenzura le podžgala jezikovni spor na Finskem in fenomansko gibanje.

### Krimska vojna in 1860–1870
Dela Johana Snellmana in drugih avtorjev Fennomana so združevala literaturo in nacionalizem ter povečala pozive k priznavanju jezikov in reformam izobraževanja na Finskem. To se je povečalo med krimsko vojno, v kateri so finska pristanišča in trdnjave na Baltskem morju postala predmet zavezniških napadov, zlasti Suomenlinna in Bomarsund na Ålandskih otokih med Ålandsko vojno. Ker so bili časopisi zaradi cenzure tiskani v švedščini in ruščini, mnogi Finci niso mogli brati o dogodkih v bitki pri Bomarsundu in bitki pri Suomenlinni. Poleg tega je leta 1855 umrl Nikolaj I. in novi car Aleksander II. Ruski je že načrtoval izobraževalne reforme na obrobnih ozemljih v Rusiji, vključno s Finsko. Aleksander II. je prav tako nameraval ponovno poklicati stanovski parlament. Pod Aleksandrovo vladavino je Finska doživela obdobje liberalizacije v izobraževanju, umetnosti in gospodarstvu. Leta 1858 je finščina postala uradni jezik lokalne samouprave, kot so province, kjer je bila finščina večina govorjenega jezika. Vendar so se Finci bali, da bi Sankt Peterburg preprečil sestanek parlamenta na podlagi tega, da poljski in ruski državljani niso bili deležni enakih svoboščin in da bi bil parlament izkoreninjen. Napačno so ga razlagali, saj je le dodal nekaj dodatnih korakov k zakonodajnemu postopku; skupščina je smela ostati.
Leta 1863 je Aleksander sklical parlament in izdal, da naj bi bil finski jezik enak švedskemu in ruskemu v Velikem vojvodstvu, hkrati pa je sprejel zakone glede infrastrukture in valute. Aleksander je postal naklonjen finskemu delavskemu razredu pred švedsko elito, zaradi švedske propagande med krimsko vojno, ki je pozivala k uporu proti Rusom. Aleksander je avgusta 1863 sprejel tudi zakon o jezikovnem odloku, ki je zahteval, da je treba v dvajsetih letih v vseh javnih podjetjih uvesti finski jezik. Zakon je bil leta 1865 razširjen tako, da zahteva, da morajo državni uradi služiti javnosti v finščini, če se zahteva. Kljub temu je zaradi vmešavanja švedske elite, ki je imela v lasti večino teh uradov in podjetij, potreboval nekaj časa, da so bili jezikovni zakoni v celoti uveljavljeni. Kljub temu so se izobraževalni zakoni prebili in prve srednje šole s poukom v finščini so se začele v 1870-ih letih.{Sfn | Hall | 1953 | p = 128}} Pooblastilo parlamenta je bilo leta 1869 tudi razširjeno, saj je parlamentu omogočilo večjo moč in možnost sprejemanja različnih zakonodaj; zakon je tudi zahteval, da car vsakih pet let skliče parlament. Leta 1869 je bil sprejet tudi zakon o veri, ki je preprečeval oblast države nad cerkvijo. Poleg tega je Finska dobila tudi svoj denarni sistem, finsko marko, in svojo vojsko. Prva finska železniška proga je bila odprta med Helsinki in Hämeenlinno 17. marca 1862.

### Rusifikacija
Politika rusifikacije pod Aleksandrom III. in Nikolajem II. zlahka povzame časovno obdobje od 1881 do 1917. Leta 1881 je Aleksander III. po očetovi smrti prevzel prestol in začel vladati neomajno konzervativno, a miroljubno vladavino Rusije. Finska, pa tudi številna druga obrobna ruska ozemlja, se soočajo z bremenom rusifikacije, kulturne, socialne, gospodarske in politične absorpcije v Rusijo. V primerjavi z zgodnjo rusifikacijo v 1830-ih in 1840-ih je bila rusifikacija poznega 19. – začetka 20. stoletja v svoji politiki veliko bolj živahna. Poleg tega se je Finska soočila s političnimi pretresi v svoji državi med različnimi frakcijami, kot so liberalci, socialdemokrati, mladi Finci in komunisti. Finska je postala tarča panslavističnega gibanja, ki je pozivalo k slovanski enotnosti v vzhodni Evropi. Na Finsko so gledali kot na osvojeno ozemlje in da je morala Finska kot podložnik spoštovati carja. Na Finsko so gledali tudi kot na poselitveno deželo in da je treba 'tujo raso' Fincev asimilirati in zaščititi pred vmešavanjem Zahoda, s čimer bi 'blagoslovili' Fince s svojo prisotnostjo. Poleg tega so finske predstavnike pri carju zamenjali s panslavističnimi zagovorniki.
Od tam se je rusifikacija samo še povečala, toda od 1880-ih naprej se je konflikt med švedsko manjšino ustavil. V primerjavi z baltskimi državami je bila finska večina veliko bolje izobražena in bolj zavzeta za rusko politiko. Reakcionarna politika rusifikacije, katere cilj je bil združiti sekularni nacionalizem in monarhijo božanske pravice, se je infiltrirala v finsko gospodarstvo leta 1885. Finska je uspela ustvariti cvetočo sodobno industrijo, ki je temeljila na tekstilu in lesu in je uspela tekmovati s takratnim ruskim gospodarstvom. Ruski birokrati so iz šoka in ljubosumja pozvali k reviziji rusko-finske tarife. Rusifikacija je dobila tudi gospodarski preobrat, saj je bila osnova reformirane tarife gospodarska enotnost, kar je le še povečalo gospodarske težave Finske. Revizija tarife leta 1885 in nato leta 1897 je bila oblikovana kljub komercialnemu uspehu Finske in enotnosti delavskega razreda. Politika rusifikacije se je nadaljevala v letu 1890 z dodatkom carskega poštnega sistema na Finskem, ki je nadomestil finsko pošto. Šele sredi 1890-ih so Finci spoznali prave namene ruske krone.
Nikolaj II. se je po Aleksandrovi smrti leta 1894 povzpel na prestol, z njim pa general Nikolaj Bobrikov, ki je bil imenovan za generalnega guvernerja. Pod Bobrikovim so ga Finci skoraj kolektivno sovražili, čigar reakcionarna politika je povzročila socializem in komunizem med finskim delavskim razredom. Zlasti Stranka aktivnega odpora in Kagal sta na Finskem postali zelo priljubljeni zaradi taktike nasilja prve ter taktike propagande in prepričevanja druge. Na začetku te vladavine je Bobrikov skoraj takoj uvedel obvezno petletno služenje vojaškega roka, v katerem so imeli Finci možnost vpoklica v ruske enote. Poleg tega je uvedel, da se Rusom omogoči opravljati javne funkcije in da se ruščina določi za upravni jezik Finske. Leta 1899 je februarski manifest pod Nikolajem II. razglasil, da je ruska zakonodaja deželna zakonodaja, Finska pa naj bi prisegla zvestobo ruski zakonodaji. Skupščina je bila v bistvu znižana na državno skupščino in da je Finska provinca Rusije, zanemarjena njena avtonomija. Celotna finska vojska je bila leta 1901 razpuščena.
Bobrikov je proti Rusiji nehote združil tako Fince kot Švede, kar ga je samo še bolj razjezilo. Ker so cerkve zavračale razglasiti zakon, sodniki, ki so ga zavračali, in naborniki, ki so zavračali službo, je Bobrikov ponorel zaradi trenutnega stanja na Finskem. Bobrikov je na Finskem našel malo podpore, predvsem pri ruski manjšini in članih Stare finske stranke. Bobrikov je privabil ruske uradnike, da so prevzeli vladna in državna mesta, in leta 1903 v skrajni jezi suspendiral finsko ustavo. Finci in Švedi so njegova dejanja sprejeli z izjemno jezo, v kateri so bile zmerne stranke, Mladi Finci in Švedska stranka se je združila v skupni boj proti Bobrikovu. Finska socialdemokratska stranka, med kmeti priljubljena marksistična stranka, je bila prav tako izjemno sovražna in je zagovarjala razredno vojno ter prijela za orožje, v nasprotju s socialdemokrati drugod po Evropi. Končno je Stranka aktivnega odpora, nacionalistična stranka, ki je zagovarjala oborožen boj in gverilsko taktiko, zaslovela, ko je njen član Eugen Schauman 16. junija 1904 v Helsinkih ubil Bobrikova.
Leta 1905 se je Rusija soočila s ponižujočim porazom v rusko-japonski vojni in sredi pretresov v Sankt Peterburgu so Finci preoblikovali svojo ustavo in oblikovali nov parlament, katerega zastopstvo je temeljilo na splošni volilni pravici, kar je ženskam dalo polno volilno pravico pred vsemi drugimi evropskimi državami po kratkotrajna republika Korzika. Pjotr Stolipin, predsednik vlade Nikolaja II., je parlament hitro uničil. Stolipin se je izkazal za še bolj živahnega kot Bobrikov, saj je verjel, da mora biti vsak podložnik stoičen domoljub do krone in podpirati nesmrtno zvestobo Rusiji. Stolipin je želel uničiti finsko avtonomijo in ni upošteval domačih jezikov in kultur neruskih subjektov, saj je verjel, da so v najboljšem primeru tradicionalni in obredni. Finski parlament je bil ponovno oblikovan za boj proti Stolipinu, vendar je bil Stolypin zagnan za zadušitev finskega upora in leta 1909 trajno razpustil parlament. Tako kot pred njim Bobrikov, se Stolypin ni zavedal, da takšna dejanja samo podpihujejo ogenj, in ga je nato ubil Dmitrij Bogrov, judovski pripadnik skrajne levice. Od Stolypinove smrti je ruska krona vladala Finski kot monarhistična diktatura do propada Rusije med rusko revolucijo, od katere je Finska razglasila neodvisnost, vojno za neodvisnost, ki se je kmalu spremenila v državljansko vojno.

## Vlada in politika
Ruski car je vladal kot veliki vojvoda Finske in ga je na Finskem zastopal generalni guverner. Finski senat je bil najvišji upravni organ Velikega vojvodstva in so ga sestavljali domači Finci. V Sankt Peterburgu je finske zadeve zastopal minister – državni sekretar za Finsko. Senat je imel predvsem svetovalno vlogo, dokler leta 1886 ni dobil pravice do zastopanja. Poleg lastne centralne, regionalne in lokalne uprave je imela Finska svoje znamke, valuto in vojsko.
Aleksander I. ni želel, da bi bilo Veliko vojvodstvo ustavna monarhija, vendar so mu vladne institucije, rojene med švedsko vladavino, ponudile učinkovitejšo obliko vladavine kot absolutna monarhija v Rusiji. To se je do konca 19. stoletja razvilo v visoko stopnjo avtonomije.

### Province
Upravna razdelitev Velikega vojvodstva je sledila ruskemu carskemu modelu s provincami (rusko губерния gubernija, švedsko län, finsko lääni), ki so jih vodili guvernerji. Vendar je bilo narejenih nekaj sprememb in ker je bil jezik skrbnikov še vedno švedščina, se je stara terminologija iz švedskega časa nadaljevala v lokalni rabi. Provinca Viipuri sprva ni bila del Velikega vojvodstva, leta 1812 pa jo je car Aleksander I. prenesel iz ožje Rusije na Finsko. Po letu 1831 je bilo v Velikem vojvodstvu do konca osem provinc in to se je nadaljevalo v neodvisni Finski:
- Provinca Turku in Pori (rusko Або-Бьернеборгская губерния, švedsko Åbo och Björneborgs län, finsko Turun ja Porin lääni)
- Provinca Kuopio (rusko Куопиоская губерния, švedsko Kuopio län, finsko Kuopion lääni)
- Provinca Vaasa (rusko Николайстадская губерния, švedsko Vasa län, finsko Vaasan lääni)
- Provinca Uusimaa (rusko Нюландская губерния, švedsko Nylands län, finsko Uudenmaan lääni)
- Provinca Mikkeli (rusko Санкт-Михельская губерния, švedsko S:t Michels län, finsko Mikkelin lääni)
- Provinca Häme (rusko Тавастгусская губерния, švedsko Tavastehus län, finsko Hämeen lääni)
- Provinca Oulu (rusko Улеаборгская губерния, švedsko Uleåborgs län, finsko Oulun lääni)
- Provinca Viipuri (rusko Выборгская губерния, švedsko Viborgs län, finsko Viipurin lääni)

### Zastave
Veliko vojvodstvo Finska ni imelo svoje uradne zastave, vendar so se ob različnih priložnostih uporabljale različne vrste zastav. O uradni zastavi so razpravljali celo v finskem parlamentu v 1860-ih, vendar ni bila nikoli uradno izbrana. Zastava Rusije je bila uradna zastava Finske do osamosvojitve.
Uradna pomorska zastava je bila izbrana leta 1812 za vladno uporabo. Bila je bela zastava, z rusko zastavo v zgornjem kotu in kompasno vrtnico na sredini. Leta 1883 je bila zamenjana z modro križno zastavo z vrtnico kompasa v zgornjem kotu. Poštno zastavo (bela zastava z rusko zastavo v zgornjem kotu in poštarskim rogom na sredini) so uporabljali tudi v Velikem vojvodstvu, skupaj s carinsko zastavo (modra zastava z rusko zastavo v zgornjem kotu in logotip carinske agencije v sredini).
Prvotno ni bilo predpisov glede trgovskih zastav do 3. oktobra 1821, ko so finske ladje dobile pravico, da brez dovoljenja plujejo pod rusko zastavo. Uporabljene so bile tudi bele, modre in rdeče zastave z rusko zastavo v kotu. Kasneje so bile uporabljene zastave s šestimi in devetimi črtami z barvami ruske zastave dvakrat ali trikrat.
Zastavo z modrim križem, podobno sodobni finski zastavi, je prvič uporabil jahtni klub Nyländska Jaktklubben leta 1861, opremljen z grbom Uusimaa v zgornjem kotu. Navdihnila jo je podobna zastava, ki jo uporablja Neva Yacht Club. Zastavo jahtnega kluba je uradno razglasil senat leta 1890, ko je švedsko govoreča Östra Nylands Segelförening sprejela zastavo Švedske.
Konec 19. stoletja so se zastave z grbom uporabljale v neuradnih kontekstih, kot so zasebna posestva in protesti. V uradnih kontekstih se je predvsem uporabljala ruska belo-modro-rdeča trobojnica.
Veliko vojdstvo Finska je sodelovala na poletnih olimpijskih igrah 1912 s svojo ekipo. Na otvoritveni slovesnosti je za rusko ekipo korakala finska ekipa z znakom Finske. Na podelitvi medalj je bila za finske športnike dvignjena ruska zastava nad belo-modro zastavico z napisom "Finska".
- Zastava Rusije je bila uradna zastava Velikega vojvodstva
- Različica finske trgovske zastave, 1809–1821
- Zastava jahte, ki jo uporablja Nyländska Jaktklubben, 1861–1900
- Različica finske trgovske zastave, ki jo je uporabljalo švedsko govoreče prebivalstvo, 1905
- Finsko govoreča različica iste zastave